# Anatoli Karpov
Anatoli Evghenevici Karpov (în limba rusă Анато́лий Евге́ньевич Ка́рпов; n. 23 mai 1951, Zlatoust, RSFS Rusă, URSS) este un mare maestru internațional rus de șah și fost campion mondial (1975-1985, 1993-1999), decorat cu Ordinul Lenin în 1981.
În 1985, Anatoli Karpov a fost învins de Gari Kasparov, care a devenit astfel noul campion mondial la șah al timpului (1985-1993).